# 亀谷響子
亀谷 響子（かめたに きょうこ）は、日本の女性アニメーター。

## 作品リスト

### テレビアニメ
2003年
- ふたつのスピカ（2003年 - 2004年、原画）

2004年
- ななみちゃん 第1シリーズ（原画）
- 月詠 -MOON PHASE-（2004年 - 2005年、アイキャッチイラスト・作画監督）

2005年
- ななみちゃん 第2シリーズ（原画）
- ぱにぽにだっしゅ!（ファッションコーディネーター・作画監督）

2006年
- 陰からマモル!（作画監督）
- ネギま!?（2006年 - 2007年、プロダクションデザイン）

2007年
- ひだまりスケッチ（衣装デザイン協力）
- デルトラ・クエスト（2007年 - 2008年、原画）
- BACCANO! -バッカーノ!-（作画監督）
- 逮捕しちゃうぞ フルスロットル（2007年 - 2008年、作画監督）

2008年
- 夏目友人帳（作画監督）
- しゅごキャラ!（作画監督）
- かんなぎ（作画監督）

2009年
- 続 夏目友人帳（作画監督）
- 鉄腕バーディー DECODE:02（作画監督補佐）
- マリア様がみてる 4thシーズン（作画監督）
- 狼と香辛料II（作画監督）
- しゅごキャラ!!どきっ（作画監督）
- クッキンアイドル アイ!マイ!まいん!（作画監督）
- 生徒会の一存（プロップデザイン・作監補・原画）
- そらのおとしもの（作画監督・作画監督協力）
- ささめきこと（作画監督）

2010年
- おおかみかくし（作画監督）
- オオカミさんと七人の仲間たち（OP原画）
- 祝福のカンパネラ（作画監督）
- おとめ妖怪 ざくろ（作画監督・作画監督補、OP原画）
- えむえむっ!（作画監督）

2011年
- ドラゴンクライシス!（作画監督）
- 夢喰いメリー（作画監督）
- 神様のメモ帳（OP原画）
- 灼眼のシャナIII -Final-（2011年 - 2012年、プロップデザイン・作画監督・OP2原画・アイキャッチ原画）
- 僕は友達が少ない（衣装デザイン・OP原画）

2012年
- ハイスクールD×D（OP原画・原画）
- アクセル・ワールド（作画監督）
- 緋色の欠片（作画監督）
- 戦国コレクション（作画監督）
- 恋と選挙とチョコレート（作画監督補佐）
- アルカナ・ファミリア -La storia della Arcana Famiglia-（作画監督）
- 人類は衰退しました（作画監督）
- 好きっていいなよ。（衣装デザイン）
- リトルバスターズ!（作画監督）

2013年
- 僕は友達が少ないNEXT（作画監督）
- 超速変形ジャイロゼッター（作画監督）
- 八犬伝―東方八犬異聞― 第二期（デザインワークス
- IS 〈インフィニット・ストラトス〉2（作画監督補佐）

2014年
- 世界征服〜謀略のズヴィズダー〜（作画監督）
- 桜Trick（作画監督）
- 一週間フレンズ。（作画監督）
- まじもじるるも（作画監督）
- ログ・ホライズン 第2シリーズ（作画監督）

2015年
- 魔法少女リリカルなのはViVid（服飾デザイン・総作画監督）
- ジュエルペット マジカルチェンジ（作画監督）

2016年
- リルリルフェアリル〜妖精のドア〜（サブキャラクターデザイン・作画監督・原画）
- Rewrite（作画監督）

2018年
- Phantom in the Twilight（デザインワークス

2019年
- BAKUMATSUクライシス（作画監督・総作画監督）
- フルーツバスケット（作画監督）
- ACTORS -Songs Connection-（作画監督）

2021年
- ゾンビランドサガ リベンジ（作画監督）
- 見える子ちゃん（作画監督・総作画監督）

2022年
- 恋愛フロップス（作画監督）

2023年
- とんでもスキルで異世界放浪メシ（料理作画監督・作画監督）
- 地獄楽（作画監督）
- キボウノチカラ〜オトナプリキュア'23〜（総作画監督・作画監督・料理パート作画監督・OPED作画監督）

2024年
- 出来損ないと呼ばれた元英雄は、実家から追放されたので好き勝手に生きることにした（作画監督・作画監督補佐）
- 義妹生活（作画監督）
- らんま1/2 (2024)（作画監督）

2025年
- デブとラブと過ちと!（総作画監督）

### 劇場アニメ
- 映画 犬夜叉 天下覇道の剣（2003年、原画）
- おまえうまそうだな（2010年、原画）
- マジック・ツリーハウス（2012年、原画）

### OVA
- 大魔法峠（2006年、原画）
- アキカン!（2009年、作画監督）
- ひぐらしのなく頃に煌（2011年、OP原画）
- 一発必中!! デバンダー（2012年、作画監督）
- リトルバスターズ! EX（2014年、作画監督）